# 科尔内留·奥罗斯
科尔内留·奥罗斯（羅馬尼亞語：Corneliu Oros，1950年3月5日—），罗马尼亚男子排球运动员。他曾代表罗马尼亚参加1972年和1980年夏季奥林匹克运动会排球比赛，其中1980年奥运会获得一枚铜牌。